# Kiini Ibura Salaam
Kiini Ibura Salaam (New Orleans, 1973) is een Amerikaans schrijfster van speculatieve fictie en erotische verhalen.

## Biografie
Kiini Ibura Salaam werd in 1973 geboren in New Orleans als dochter van auteur, filmmaker en activist Kalamu ya Salaam. Salaam's eerste kort verhaal werd gepubliceerd toen ze eerstejaarsstudent was aan het Spelman College. Ze werkt als redacteur en copy-editor in New York en woont samen met haar dochter in Brooklyn.
Salaam's werk omvat speculatieve fictie, erotiek, creatieve non-fictie en poëzie. Haar werk omvat twee belangrijke thema's: vrijheid voor vrouwen en vrijheid van de creatieve geest.
Met haar verhalenbundel Ancient Ancient won Salaam in 2012 de James Tiptree Jr.-prijs.

### Fictie
- When the World Wounds (verhalenbundel, 2016)
- Ancient, Ancient (verhalenbundel, 2012)

### Non-fictie
- The Single Woman's Manifesto

### Korte verhalen
- Dominican Dance Floor in Blackberries and Redbones: Critical Articulations of Black Hair/Body Politics in Africana Communities (2010)
- Market Intimacies in Stirring Up a Storm: Tales of the Sensual, the Sexual, and the Erotic (2005)
- The Orange Grove in Hot Women’s Erotica (2005)
- Desire in Dark Matter: Reading the Bones (2004)
- Kai Does Red … Again in Best Black Women’s Erotica 2 (2003)
- Rosamojo in Mojo: Conjure Stories (2003)
- When Conception Equals Confusion: The Battle Between Mothers and Would-Be Fathers in Sometimes Rhythm, Sometimes Blues: Young African Americans on Love, Relationships, Sex, and the Search for Mr. Right (2003)
- Sex When I Don’t Want It in Role Call: A Generational Anthology of Social and Political Black Literature and Art (2002)
- Race: A Discussion in Ten Parts, Plus a Few Moments of Unsubstantiated Theory and One Inarguable Fact in When Race Becomes Real: Black and White Writers Confront Their Personal Histories (2002)
- How Sexual Harassment Slaughtered, Then Saved Me in Colonize This! Young Women of Color on Today’s Feminism (2002)
- The Sexiest Seconds in Black Silk: A Collection of African American Erotica (2002)
- At Life's Time,  in Dark Matter: A Century of Speculative Fiction from the African Diaspora (2000)
- MalKai’s Last Seduction in Dark Eros: Black Erotic Writings (1999)
- Of Wings, Nectar, & Ancestors in Fertile Ground: Memories & Visions (1996)